# Danijel Mićić

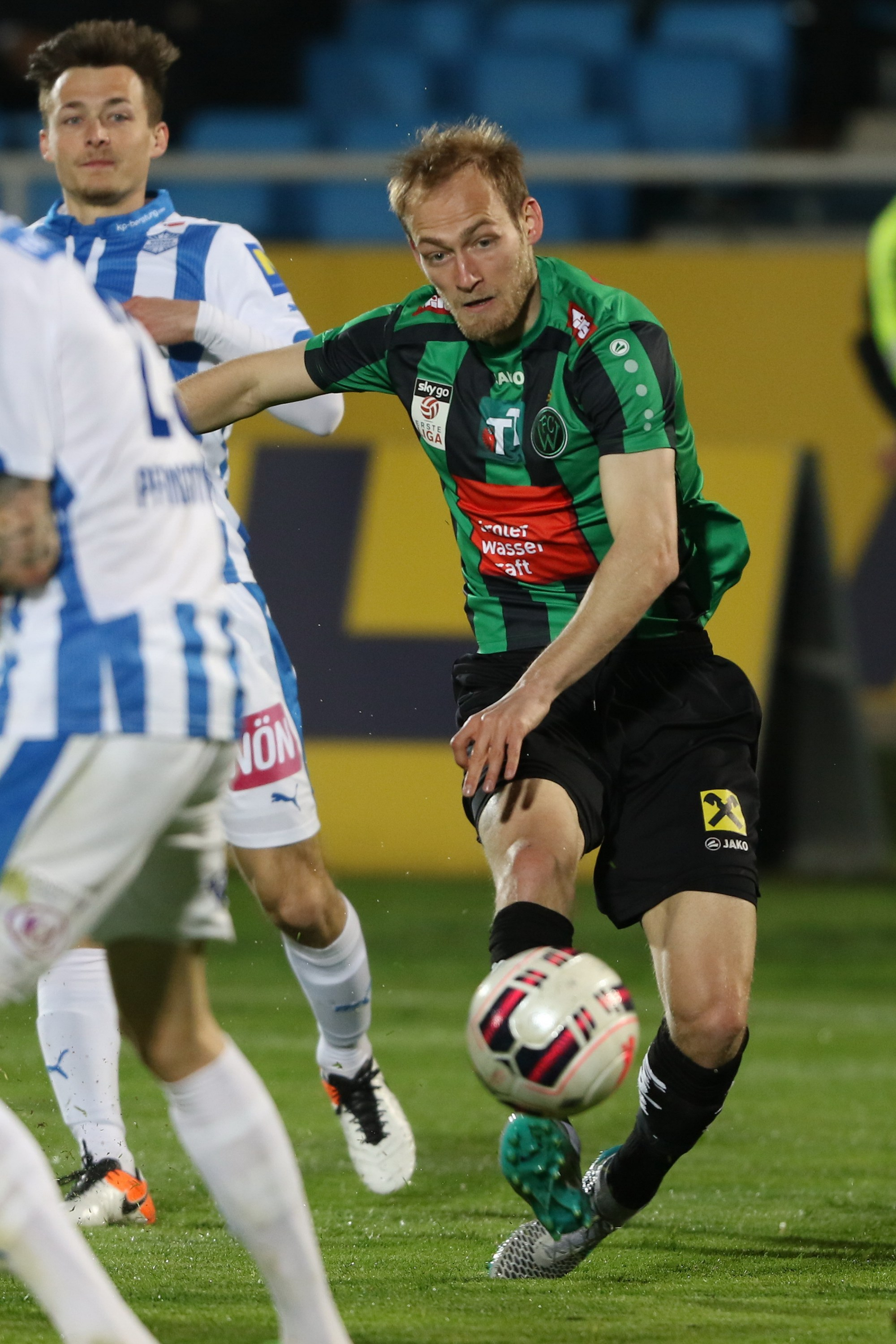
Danijel Mićić in Aktion (2016)

Danijel Mićić (serbisch-kyrillisch Данијел Мићић; * 18. Oktober 1988) ist ein serbisch-österreichischer Fußballspieler auf der Position eines Mittelfeldspielers.

## Karriere

### Jugend
Mićić begann seine aktive Karriere als Fußballspieler kurz vor seinem achten Geburtstag im September 1996 in der Kärntner Gemeinde Ebenthal beim dort ansässigen SC Ebental. Beim Nachwuchs des SC Ebental durchlief er verschiedene Jugendspielklassen, ehe er Mitte Juli 2002 in die Jugendabteilung des FC Kärnten wechselte. Dort war er bis einschließlich der Saison 2006/07 aktiv, wobei er in dieser Saison nur mehr zu wenigen Einsätzen in der von Toto gesponserten U-19-Jugendliga kam.

### Vereinskarriere
Zu seinem ersten Profiauftritt kam Mićić jedoch bereits in der vorhergegangenen Spielzeit 2005/06, in der er zu zwei Ligaeinsätzen für die Profimannschaft des FC Kärnten in der Ersten Liga kam. Sein Profiligadebüt gab der junge Mittelfeldakteur am 19. Mai 2006, als er beim 5:1-Auswärtserfolg über den FC Kufstein beim Stand von 3:0 in der 67. Spielminute für Robert Schellander eingewechselt wurde. Im Anschluss leitete er in der 89. Minute mit einer Passvorlage den 5:1-Siegestreffer ein, der durch Sandro Zakany erzielt wurde. Bereits eine Woche später kam er zu einem erneuten Kurzeinsatz, als er bei der 2:4-Heimniederlage gegen die Kapfenberger SV im Spiel war.
Während der Saison 2006/07 kam Mićić zu keinem Profieinsatz, war aber in 25 Ligapartien (1 Tor) für die Amateure des FC Kärnten in der drittklassigen österreichischen Regionalliga Mitte aktiv. Auch die Saison 2007/08 recht erfolgreich für den jungen Mittelfeldspieler. Neben 26 Ligaeinsätzen, sowie einem Tor für die Amateure in der RL Mitte, wurde er in derselben Saison in fünf Ligaspielen der Profis eingesetzt. Bei seinen Profieinsätzen ohne Verwarnung, sah Mićić bei den FC-Kärnten-Amateuren gleich acht Gelbe Karten und musste einmal mit Gelb-Rot vom Platz geschickt werden.
Nachdem die Profis in der Spielzeit nur den 10. von 12. Plätzen der zweitklassigen Ersten Liga, viele Spieler den Verein verließen und das Team mit einem recht kleinen Kader in die Regionalliga Mitte absteigen musste, in der zuvor noch die zweite Kampfmannschaft der Kärntner aktiv war, blieb der Doppelstaatsbürger Mićić seinem Klub treu. So kam er in der Spielzeit 2008/09 zu insgesamt 14 Ligaeinsätzen sowie zu einem Einsatz in der 1. Runde des ÖFB-Cups 2008/09, wo er mit seinem Team allerdings bereits nach diesem Spiel, einer 0:5-Niederlage gegen den Bundesligisten Rapid Wien, nach 90-minütigem Einsatz aus dem Bewerb ausscheiden musste.
Anfang Februar 2009 wechselte der mittlerweile 20-Jährige nach Vorarlberg, wo er einen Profivertrag beim SC Austria Lustenau unterschrieb. Nachdem er in der Winterpause der Saison 2008/09 bereits mit dem Profiteam mittrainierte, gab er nur knapp ein Monat nach seiner Verpflichtung sein Teamdebüt, als er bei der 2:4-Auswärtsniederlage gegen den späteren Meister, den SC Magna Wiener Neustadt in der 82. Minute ins Spiel kam. Weitere sechs Spiele (zumeist Kurzeinsätze) folgten; in der Endtabelle erreichte er mit seiner Mannschaft den vierten Tabellenrang.
In der Folgesaison 2009/10 absolvierte Mićić bis dato  bereits 14 Ligaspiele, erzielte dabei zwei Treffer und gab ebenso viele Torvorlagen. Seinen ersten Profitreffer erzielte er in der ersten Runde der Saison, als er beim 1:0-Heimsieg über die Amateure des FK Austria Wien in der 81. Spielminute den einzigen Treffer des Spiels erzielte. Nur knapp acht Minuten zuvor wurde er für Patrick Salomon eingewechselt; den Assist zum Treffer machte der Brasilianer Sidinei. Weiters kam Mićić zu zwei Einsätzen im ÖFB-Cup 2009/10. 2010/11 stand er mit der Austria im Pokalfinale, welches man gegen die SV Ried verlor. Im Sommer 2011 wechselte Mićić in die Bundesliga zum Kapfenberger SV. Nach dem Abstieg mit den Obersteirern und einer Saison in der Ersten Liga kehrte er im Sommer 2013 in die Bundesliga zurück und unterschrieb beim Wolfsberger AC.
Mit Beginn der Saison 2014/15 wurde Mićić vom Bundesligaabsteiger FC Wacker Innsbruck verpflichtet. Nach der Saison 2015/16 musste er die Innsbrucker verlassen, da sein auslaufender Vertrag nicht verlängert wurde.
Im Sommer 2016 beendete er seine Profikarriere und wechselte in die Unterliga Ost zum ASK Klagenfurt.

### International
Mićić sammelte bereits Erfahrungen mit verschiedenen österreichischen Jugendauswahlen. Ende August 2006 wurde er von U-19-Nationaltrainer Hermann Stadler in den 18-Mann-Kader für das freundschaftliche Länderspiel gegen die Deutsche U-19-Nationalmannschaft berufen. Im Juli 2007 wurde er unter Stadler nicht in den Kader für die U-19-EM 2007 in Oberösterreich bestellt, sollte aber bis auf Abruf bereitstehen, sollte sich ein U-19-Teamkollege im Vorfeld der Europameisterschaft verletzen.
Nachdem er auch für die U-20-Auswahl Österreichs aktiv gewesen war, wurde er am 6. November 2009 unter Trainer Andreas Herzog für die Qualifikation zur U-21-WM 2011 erstmals in die österreichische U-21-Nationalmannschaft berufen. Wie jedoch auch schon in seiner damaligen Zeit als U-19-Spieler wurde er nur auf Abruf gestellt, und rückt erst dann nach, wenn ein Teamkollege vorzeitig ausscheiden sollte.